# 崔文奎
崔文奎（1451年—1534年），字應宿，號松溪，山東濟南府泰安州新泰縣人，明朝政治人物。成化甲辰進士，嘉靖朝官至南京工部尚書。

## 生平
崔文奎是成化十三年（1477年）丁酉科舉人，成化二十年（1484年）登甲辰科進士。次年，授刑部主事，弘治三年（1490年）晋员外郎。弘治四年（1491年），升郎中。弘治十一年（1498年），擢河南按察司副使。弘治十六年（1503年），升任山西布政使司參政。先後丁内艰、外艰。正德五年（1510年），改河南。同年秋，晋左布政使。
正德七年（1512年），任南京都察院右副都御史，总督粮储。正德十年（1515年），升工部右侍郎。嘉靖二年（1523年），晋都察院右都御史，再升南京工部尚書。嘉靖三年（1524年），引年致仕。
崔文奎個性清潔恪厚，一致被認定為天下有德之人，致仕後進階從一品。嘉靖十三年（1534年）卒，世宗哀悼輟朝，遣使祭葬，追贈太子少保、南京工部尚書，諡康簡，入祀鄉賢祠。

## 引用
1. 1 2  光緒《新泰縣志·卷十五·人物上第二十八》：崔文奎，字應宿，號松溪，成化丁酉舉人，登甲辰李旻榜進士。授刑部主事，累官南京工部尚書，清潔恪厚，天下推為長者，致仕進階從一品卒，上痛悼輟朝，遣使祭葬，誥贈太子少保、南京工部尚書，諡康簡，祀鄉賢。
2. ↑  《國朝獻徵錄·卷之五十二》：資善大夫南京工部尚書崔公文奎神道碑（崔銑）公諱文奎字應宿登成化甲辰進士明年乙巳授刑部主事又六年弘治庚戌晉員外郎明年辛亥晉郎中又八年戊午晉河南按察副使閱七年甲子晉山西布政司參政丁內外艱至正德庚午再除河南是年秋再晉至左布政使壬申晉南院副都御史督糧乙亥晉工部右侍郎嘉靖癸未晉右都御史遂晉南京工部尚書明年甲申引年致仕公蓋七十有四公自部曹至端揆清潔恪厚精完神壯蒞事勤敏中夜益辦施設舉措必歸於矜慎寬淳以庶於教化麤衣菲食儉陋性成泯德忘勞不較彼巳天下同推為鉅人長者公三蒞我汴在臬銑自大學歸省在省銑待罪史官長工部銑叨南雍師公之德政固所見也弘治初安福劉遜敢摧強家而折橫藩知武岡州減岷府祿米為所搆惡公以郎中奉旨往勘知州左秩而祿米亦削白遜誣罪公司刑久事來一鞫而得遇疑獄即立辯結要則從寬律嘗出俸貲買檜植庭中囚候訊者免夏日之酷在副使出巡部求民所利病為之罷且舉凡獄巳得候報可止逮其相敵者餘放還封丘田為河壞者三萬畝六十年民猶陪租公奏而除中牟田惡惟邑南萬畝肥然北阻城三面阻陵阜歲瀦水民取蓮暨魚供稅公相田南有缺口乃弘之水得入河田乃歲有秋又鑿城為孔二置鐵窻泄水城中亦免沮洳云封丘嘗遭亂軍冊多竄名者公究鉤之實免百人湯陰常璽收官銀奴竊八十兩以逃璽坐償無從辦在係歷年妻乞食以食公謂知縣曰吾無能生此囚必也得藏錢乎即有以掘地得錢者相毆傷來訴公治罪遂白上官以錢贖璽而釋之溫縣知縣盜庫金有奧援歸盜於高黑哥庫子也亦係累年家人被累死公在布政命縣釋黑哥止以追銀完帖上之省而節取餘銀代輸此二事用意宛轉以情傳律於乎仁哉往年闔省大戶告事竣布政追餘銀又罰以紙蓋上楮也公不以吏告紙乏乃取舊冊覆之為藁惟上之憲公者乃用咨什省七之費辛未薊寇亂河南守臣議闔省輸軍費公謂非計止發省帑之羨明年上出內帑十萬今賊平公猶以餘銀還京師公既廉約精於計算吏胥無以售奸日夕惟思公之遷去而不怨其嚴在山西太原舊配雲南者數百人有旨改內地而籍未除有司猶解補凡往皆無□□者公自憲臣移文雲南憲臣同奏去其籍在督□□草廠於□□□在城中又附倉緩急易相濟□□山久據於權人公□怒取之論者曰尤難在大司空□器用廠在玄津西既可嚴防且無蓻??上供又奏免□海船具數者公既退十年卒年八十有四。